# Jakob von der Lippe (Schauspieler)

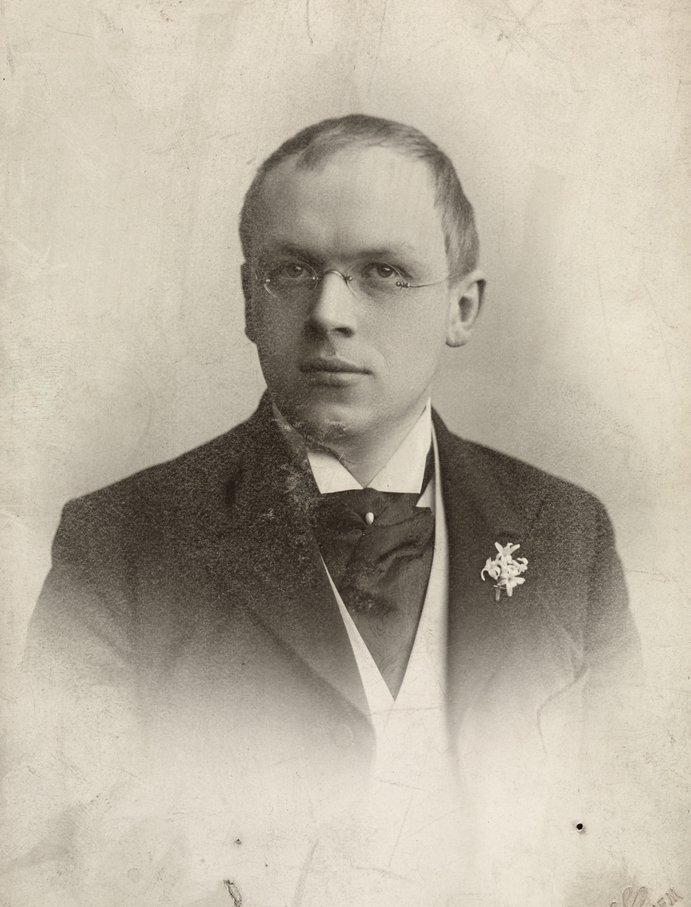
Jakob von der Lippe, ca. 1900 (Foto Peder O. Aune), Oslo Museum

Jakob von der Lippe (auch Jacob von der Lippe) (* 7. Juli 1870 in Stavanger; † 27. November 1954 in Oslo) war ein norwegischer Schauspieler und späterer Kostümbildner. Er gestaltete von 1918 bis 1934 die Kostüme für die Aufführungen des Osloer Nationaltheatret, damals wie heute das bedeutendste Schauspielhaus Norwegens.

## Familie
Jakob von der Lippe war das vierte von fünf Kindern von Conrad Fredrik von der Lippe und Johanne Louise Caroline geborene Voigt. Sein Vater war Architekt, bygningsinspektør (Bauinspektor) in Stavanger und ab 1870 stadskonduktør (Stadtbaudirektor) in Bergen. Die Mutter stammte aus Darmstadt und war Tochter eines Hauptmanns in der Großherzoglich Hessischen Armee. Der Großvater Jacob von der Lippe war Bischof von Kristiansand und Parlamentspräsident.
Jakobs Vater erforschte den Stammbaum seiner (nicht adeligen) Familie, die aus Bremen stammt und im 17. Jahrhundert nach Bergen einwanderte, und veröffentlichte ihn 1883. In diesem Dokument ist sein Sohn als Jacob eingetragen, eine Namensform, die dieser später nicht verwendete.
Jakobs vier Geschwister hießen Ingeborg (* 1860), Ludvig Voigt (* 1863), Johanna Marie Gerhardine (* 1866) und Jens Andreas Holmboe (* 1877). Ludvig Voigt stürzte als Sechsjähriger aus einem Boot und ertrank. Ingeborg wurde unter dem Namen von der Lippe Konow als Autorin von Kinderbüchern und Übersetzerin bekannt.
Jakob von der Lippe wurde am 1. Juli 1879 Schüler der Domschule Bergen, wo er am 31. März 1887 das Abitur mit der Note Gut ablegte. Drei Tage später wurde er in der Domkirche konfirmiert. 1891 wurde er anlässlich der Volkszählung in Bergen im väterlichen Haushalt Theatergaden 6 mit der Berufsbezeichnung Gärtnerlehrling erfasst.
Am 5. Juli 1900 wurde er in Kristiania (Oslo) in der Østre Aker Kirke getraut; seine Ehefrau Hanna Castberg (1872–1926) stammte ebenfalls aus einer alten norwegischen Familie mit prominenten Vorfahren. Auch ihre Brüder und Neffen waren prominent, vor allem der Richter und Venstre-Politiker Johan Castberg und der Verfassungsjurist Frede Castberg. Hanna war wie viele aus ihrer Familie politisch engagiert, veröffentlichte Artikel in sozialistischen Zeitungen und hielt Vorträge zur Frauengesundheit.
Das Ehepaar Jakob von der Lippe und Hanna Castberg von der Lippe hatte drei Söhne: Frits von der Lippe (1901–1988) war Theaterkritiker und Gründungsdirektor des staatlichen norwegischen Tourneetheaters Riksteatret (Reichstheater). Just Lippe (1904–1978) war Journalist und hoher Funktionär der Kommunistischen Partei Norwegens (NKP). Jens von der Lippe (1911–1990) war Keramikkünstler und Leiter der Kunstgewerbeakademie.

## Karriere

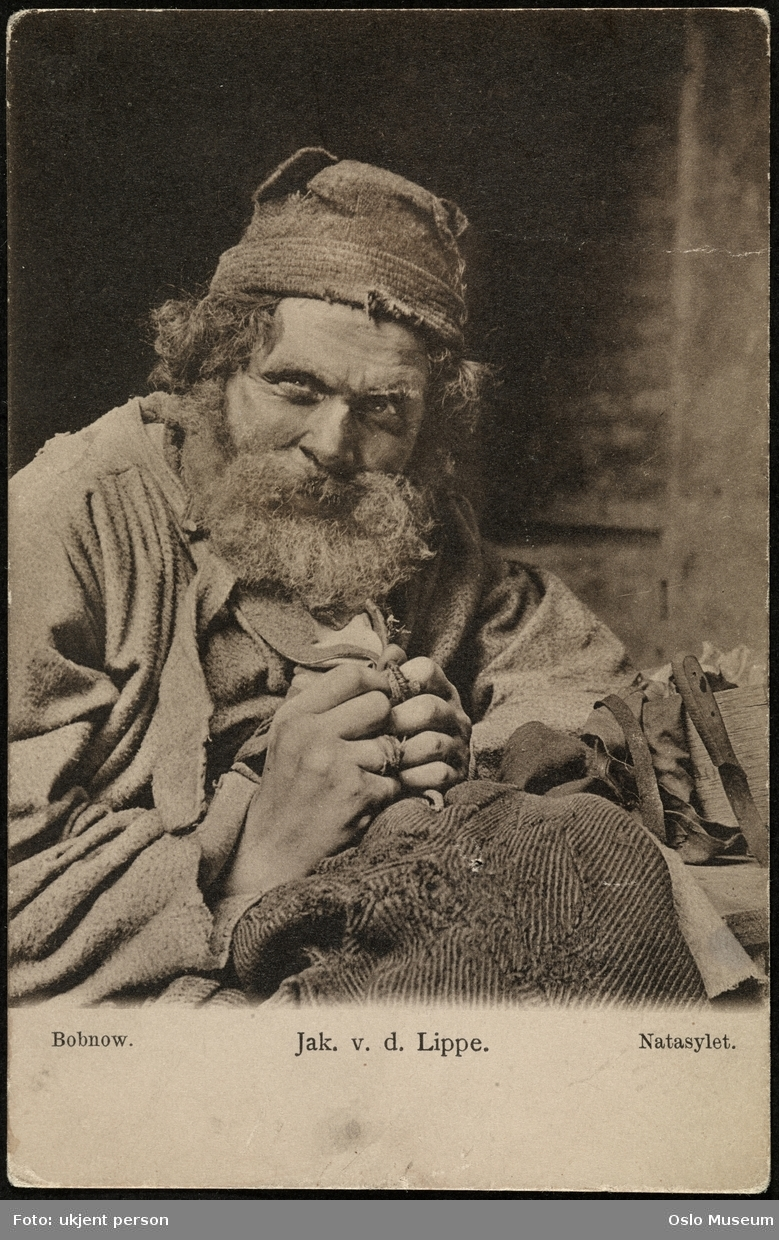
Jakob von der Lippe in der Rolle des Bubnow in Nachtasyl von Maxim Gorki, Fahlstrøm-Theater, Premiere am 17. September 1903.

Jakobs von der Lippe berufliche Laufbahn ist nicht vollständig rekonstruierbar und war wohl nicht geradlinig. Es ist nicht bekannt, ob er jemals als Gärtner gearbeitet hat. Jedenfalls war er ab August 1899, also ein Jahr vor seiner Heirat, in Kristiania als Schauspieler tätig. Im Dezember 1900 war er laut Volkszählung mit seiner Ehefrau in Waldemar Thranes Gade 6 wohnhaft. In der Geburtsurkunde des Sohns Just vom 20. April 1904 wird Akersbakken 25 b als Wohnadresse genannt. Die Volkszählung von Dezember 1910 weist ihn unter Linstowsgate 5 aus.
Vom August 1899 bis zum Juni 1911 war Jakob von der Lippe an Aufführungen verschiedener Theater in Oslo als Schauspieler beteiligt. Er hat seine kurzfristigen Engagements oft gewechselt:
- August 1899 bis Mai 1900: Secondteatret (ein kurzlebiges Theater am Tivoli): 6 Produktionen.
- Oktober 1900: Centralteatret (geführt von Alma Fahlstrøm): 1 Produktion.
- 1901: Ottos norske Theaterselskap (geführt von Harald Otto): 7 Produktionen.
- Februar 1902 bis Mai 1903: Centralteatret: 5 Produktionen.
- September 1903 bis März 1907: Fahlstrøms Theater (Alma Fahlstrøm): 4 Produktionen.
- September 1908: Den Nationale Scene in Bergen: 1 Produktion.
- Juni 1911: Friluftsteatret Folkemuséet: 1 Produktion

Aus den im Sceneweb-Archiv dokumentierten Theaterzetteln ist ersichtlich, dass Jakob von der Lippe ausnahmslos die unbedeutendsten Nebenrollen gespielt hat und sein Name jeweils als letzter auf der Liste der Mitwirkenden erscheint. Eine Ausnahme ist seine Rolle als Bubnow in Nachtasyl von Maxim Gorki im Fahlstrøm-Theater (Premiere am 17. September 1903). Von diesem Auftritt existiert auch ein Bühnenfoto.
Zwischen 1911 und 1918 gibt es keine Aufzeichnungen über seine berufliche Tätigkeit. Im April 1918 jedoch begann Jakob seine Tätigkeit beim Nationaltheatret als Garderobeinspektør oder Kostymedesign, also als für die jeweilige Produktion verantwortlicher Kostümbildner. Es ist unbekannt, wo und wie Jakob von der Lippe in den Jahren zuvor die Qualifikation für seinen neuen Beruf erworben hat. Er hat ihn jedenfalls 16 Jahre lang zur Zufriedenheit der Theaterleitung ausgeübt. 57 Produktionen sind für den Zeitraum vom 25. April 1918 bis zum 8. Dezember 1934 nachgewiesen. Vermutlich ist er danach, 64 Jahre alt, in den Ruhestand getreten.

## Kostümbildner bei Produktionen im Nationaltheatret
(Exemplarische Auswahl. Quelle: .)

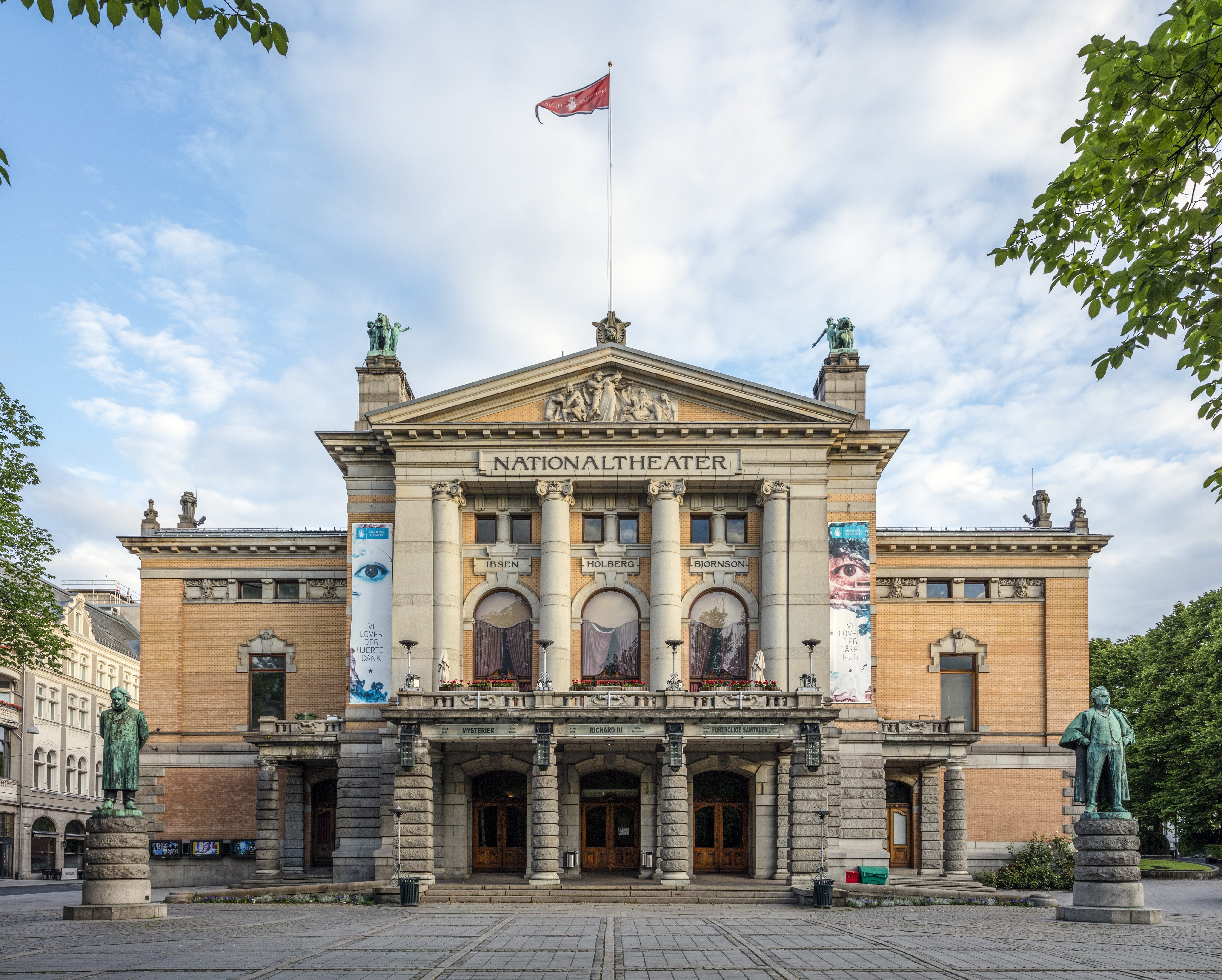
Nationaltheatret in Oslo, von 1918 bis 1934 die Wirkungsstätte Jakobs von der Lippe als Garderobeinspektør.

- 1918 Don Carlos (Friedrich von Schiller)
- 1919 Dantons Tod (Georg Büchner)
- 1920 Macbeth (William Shakespeare)
- 1921 Hamlet (William Shakespeare)
- 1922 Tartuffe (Molière)
- 1923 Elektra (Hofmannsthal)
- 1923 Peer Gynt (Henrik Ibsen)
- 1924 Richard III (William Shakespeare)
- 1924 Maria Stuart i Skotland (Bjørnstjerne Bjørnson)
- 1924 Der politische Kannengießer (Ludvig Holberg)
- 1925 Stiefkind der Liebe  (Jacinto Benavente y Martinez)
- 1926 Der verwandelte Bräutigam (Ludvig Holberg)
- 1927 Die Helden auf Helgeland (Henrik Ibsen)
- 1929 Maria Stuart (Friedrich von Schiller)
- 1930 Das Lamm des Armen (Stefan Zweig)
- 1930 Ein Sommernachtstraum (William Shakespeare)
- 1931 Aida (Oper, Giuseppe Verdi)
- 1931 Frau Inger auf Östrot (Henrik Ibsen)
- 1932 Die Pickwickier (nach Dickens, dramatisiert)
- 1933 Trauer muss Elektra tragen (Eugene O’Neill)
- 1933 Die Schöne Helena (Operette, Jacques Offenbach)
- 1934 Die Czardasfürstin (Operette,  Emmerich Kálmán)
- 1934 Der glückliche Schiffbruch (Ludvig Holberg)